# Borehamwood

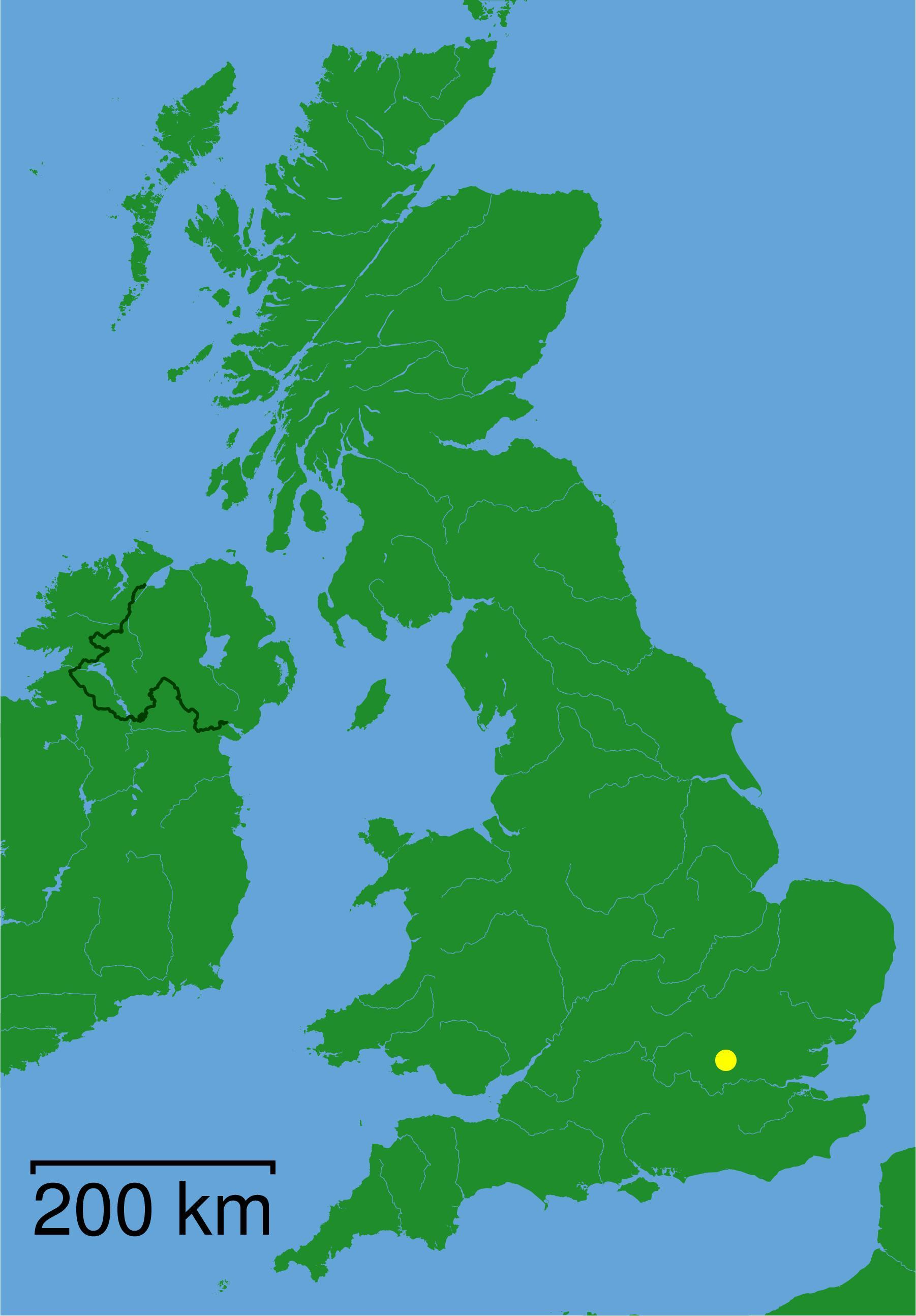
Borehamwood, no ponto amarelo

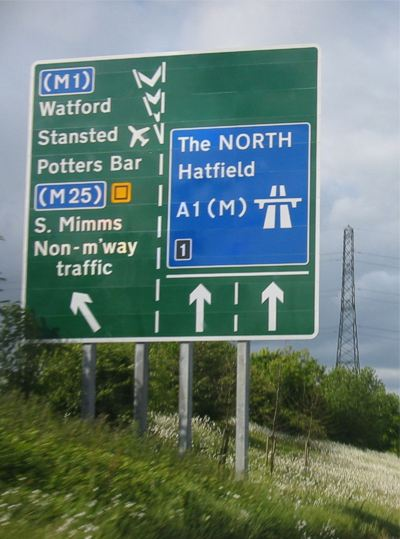
Sinal na Rodovia A1

Borehamwood (algumas vezes referida como Boreham Wood) é uma cidade do sudoeste do condado de Hertfordshire, ao norte de Londres. É a principal localidade do borough (distrito) de Hertsmere, vizinho à área metropolitana londrina. Em abril de 2004 a cidade contava com aproximadamente 30 mil habitantes. Circula um jornal semanal, o Borehamwood and Elstree Times ou Borehamwood Times.

## História
A cidade fez parte da antiga paróquia civil de Elstree; esta vila mantém um concelho ou município conjunto, o Elstree and Borehamwood Town Council.

## Transportes
No lado oeste de Borehamwood existe a estação de trem Elstree & Borehamwood, na qual circulam os comboios operados pela First Capital Connect. A mesma linha é usada pelos trens da Midland Mainline, entre a Estação de St Pancras e de Nottingham, mas não param em Borehamwood.
A rodovia A1 atravessa o lado leste da cidade. A M25 percorre três quilômetros ao norte.

## Industria cinematográfica
Desde os anos 20 do século XX, vários estúdios cinematográficos foram construídos na cidade. Durante algum tempo o lugar foi chamado de "Hollywood Britânica". Atualmente, a maior parte dos estúdios está fechada, restando apenas dois em atividade.
Muitos filmes conhecidos tiveram filmagens ali: Moby Dick, The Dam Busters, o primeiro filme da série de Indiana Jones e o primeiro Star Wars, que foram parcialmente filmados nos Associated British Studios em Shenley Road. Este estúdio foi parcialmente demolido nos anos 1980, tendo sido construído um supermercado em um lado, e um complexo de escritórios no outro. Na área entre as duas construções ficou o Elstree Studios, onde mais recentemente foi produzido o programa Who Wants to Be a Millionaire? e o Big Brother do Reino Unido, além de vários filmes. A série Inspector Morse incluiu locações nas ruas de Borehamwood.
O British National Studios de Clarendon Road é agora a BBC Elstree Centre. Nestes estúdios foram realizados, durante anos, filmes de Alfred Hitchcock, tais como Blackmail, de 1929. Também ali foi produzida a série de TV UFO.
Outros estúdios famosos foram demolidos: o estúdio da MGM veio abaixo nos anos 1970. Nestes estúdios foram realizadas as filmagens de 2001: A Space Odyssey, Where Eagles Dare e Goodbye, Mr. Chips.
O Millennium Studios está situado em Elstree Way, em Borehamwood.

## Companhias locais
A Adecco UK Limited tem sua matriz em Borehamwood.
O quartel general britânico da Pizza Hut fica na cidade e, até 2003, uma subsidiária da T-Mobile, que usou os escritórios do antigo Elstree Studios. 

## Pessoas notáveis de Borehamwood
- Jaye Davidson, indicado ao Oscar como melhor ator coadjuvante por The Crying Game, estudou no Hillside Comprehensive School (agora Faculdade Yavneh).

## Bairros e vilas
- Arkley
- Barnet Gate
- Elstree
- Radlett
- Ridge
- Shenley
- Well End

## Cidades gêmeas
- Fontenay-aux-Roses, na França
- Offenburg, na Alemanha